# Kirchberg (Jülich)
Kirchberg ist ein im Süden der Kernstadt liegender Stadtteil von Jülich im nordrhein-westfälischen Kreis Düren in Deutschland.

## Geografie

### Lage
Kirchberg liegt zwischen Jülich und dem Braunkohle-Tagebau Inden. Die südlich gelegenen Dörfer Pattern und Altdorf mussten diesem weichen und wurden umgesiedelt. Inzwischen wurde auch die Straße nach Altdorf und Inden abgebaggert.

### Gewässer
Im Osten Kirchbergs fließt die Rur, im Südosten und Südwesten die Inde, welche 2005 im Rahmen der Renaturierung des Tagebaus Inden – nunmehr den Tagebau umfließend – an Aldenhoven, Bourheim und südwestlich an Kirchberg vorbei verlegt wurde. Sie trifft jetzt an der Schophovener Straße, südlich von Kirchberg, wieder auf ihr altes Bett.
Mitten durchs Dorf verläuft der Altdorf-Kirchberg-Koslarer Mühlenteich, im Norden befinden sich nach Jülich hin einige Baggerseen.

## Geschichte
Eine Kirche in Kirchberg, Kiriberge, ist zum ersten Mal im Jahre 922 urkundlich erwähnt. Dies wird auch als erste Erwähnung des Ortes angesehen.
1941/1942 wurde in der Villa Buth das Judenhaus des Kreises Jülich als Zwischenstation zum Holocaust eingerichtet.
Der Ort ist seit der Mitte des 19. Jahrhunderts ein wichtiger Ort der Papierindustrie am künstlichen Mühlenteich.
Am 1. Januar 1972 wurde Kirchberg in die Stadt Jülich eingegliedert.

## Baudenkmäler

### Kirche

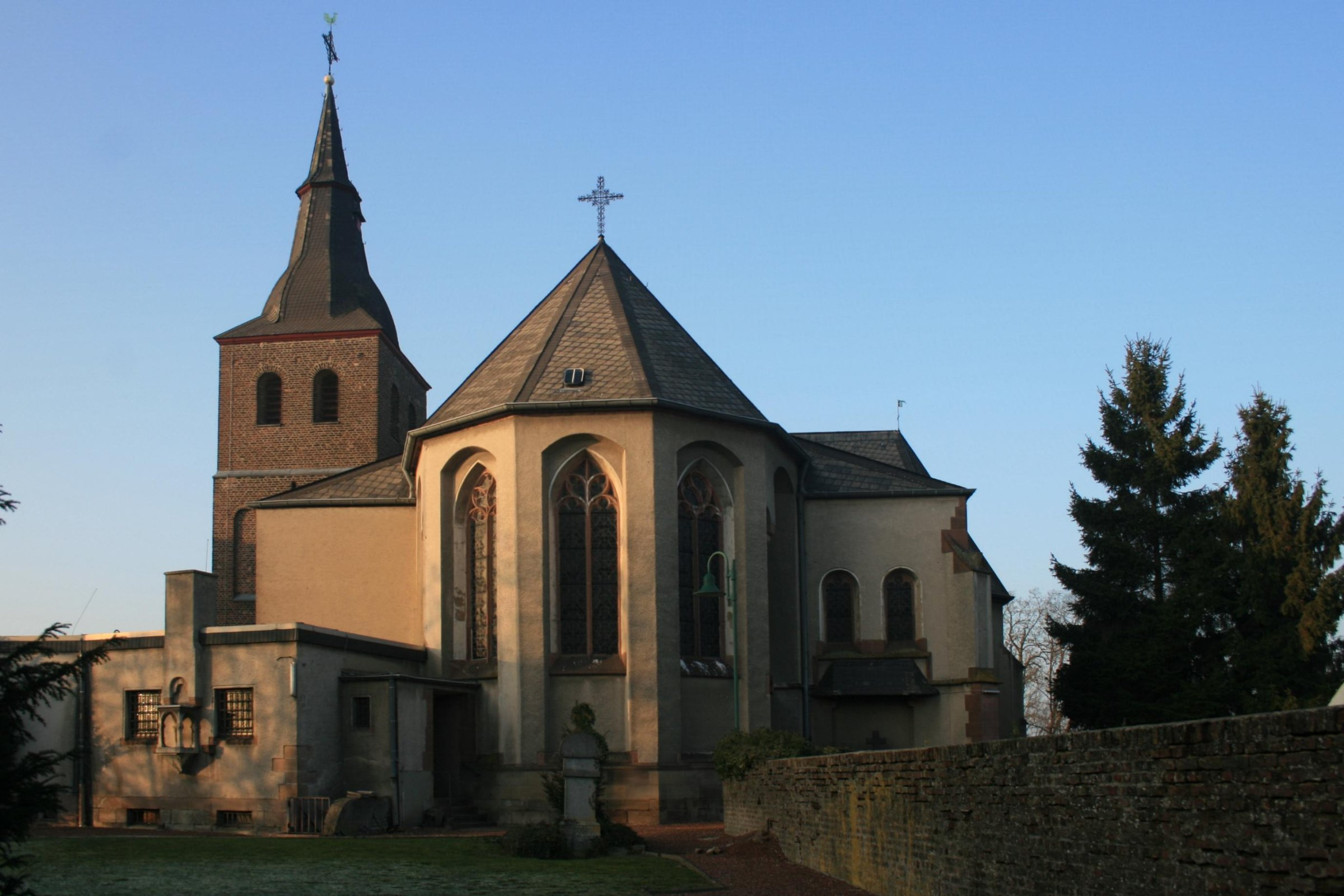
Die Pfarrkirche St. Martinus

Die katholische Pfarrkirche ist Martin von Tours geweiht. In seinem Kern ist das Bauwerk romanisch (13./14. Jahrhundert), um 1520 wurde es im spätgotischen Stil und noch einmal 1912/14 im neugotischen Stil umgebaut und erweitert.

## Verkehr

### Schienenverkehr
1882 wurde die Bahnstrecke Aachen-Nord–Jülich zwischen Kirchberg und Jülich eröffnet, 1912 wurde die Strecke der Jülicher Kreisbahn in Betrieb genommen. Kirchberg hatte bis 1980 umfangreiche Gleisanlagen mit zwei Bahnhöfen und Empfangsgebäuden, weil Kirchberg ursprünglich zwei Strecken miteinander verband: Die Bahnstrecke Aachen-Nord-Jülich und die Jülicher Kreisbahn (JKB). Vom Bahnhof Kirchberg-Nord bestand ein Anschluss zum benachbarten Bahnhof Kirchberg der Staatsbahnlinie Aachen-Nord – Kirchberg – Jülich; am 14. September 1912 folgte dann das Reststück Jülich Nord – Kirchberg Nord, das parallel zur Staatsbahn verlief. 1980 wurde der Personenverkehr eingestellt. Der planmäßige Güterverkehr ist inzwischen auch aufgegeben worden.
Das große Empfangsgebäude auf Seite der Aachen-Jülicher Bahngesellschaft wurde Anfang 2000 aufgrund seines starken Verfalls abgerissen. Heute gehört das Areal zu einer Firma und ist eingezäunt, die Gleisstrecke der Deutschen Bahn wurde in eine Fahrradtrasse umgewandelt. Auf dem Gelände des ehemaligen Bahnhofs Kirchberg stand bis 2009 noch ein stark verfallener Waggon unbekannter Herkunft.

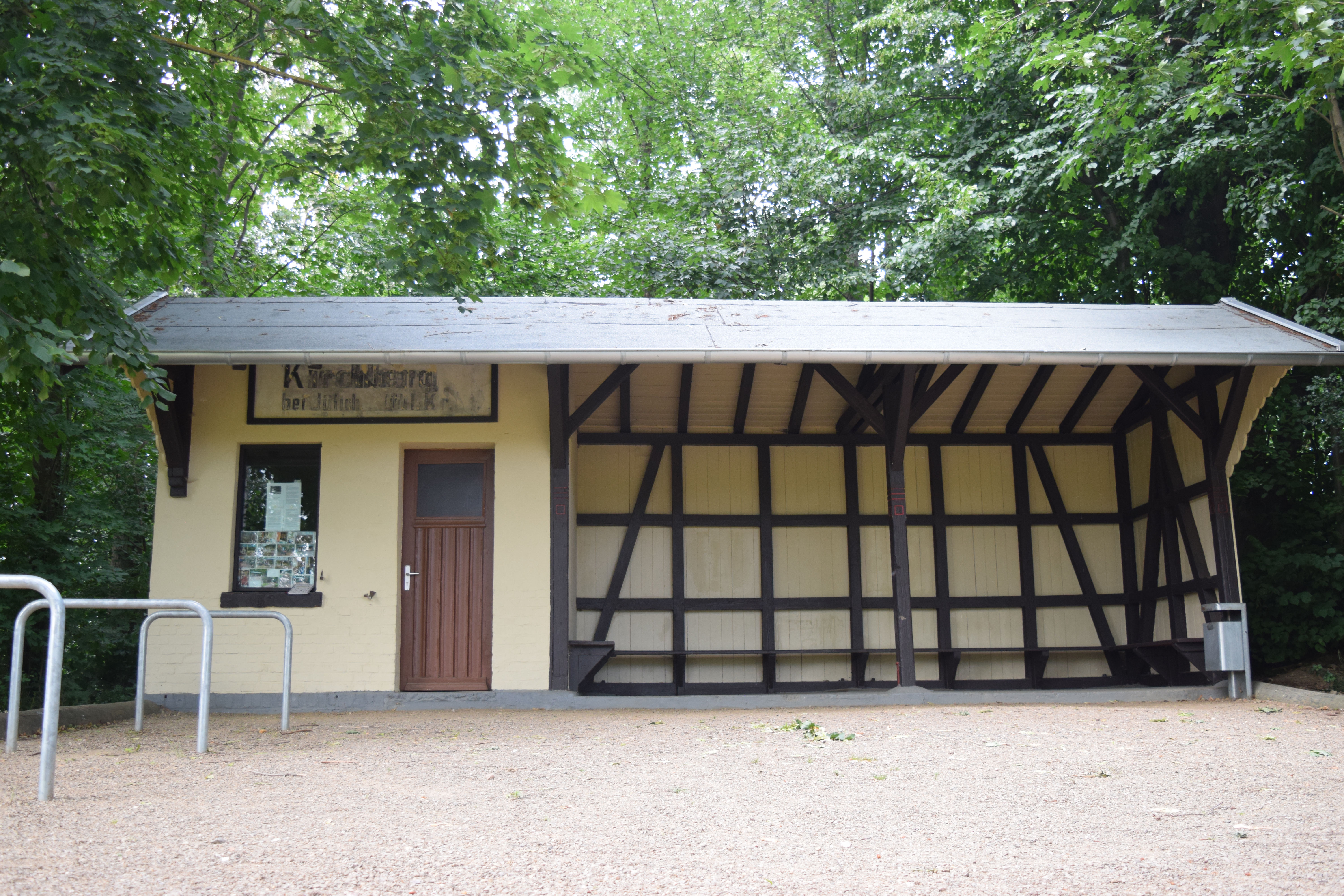
Wartehalle der ehemaligen Jülicher Kreisbahn im Jahr 2020

Das Unterstellhäuschen ‚Königshütte‘ der JKB ist noch erhalten und wurde im Jahr 2019 durch den Verein Dorfgemeinschaft Zukunft Kirchberg e. V. wieder hergerichtet. Es dient jetzt als Rastplatz am Radschnellweg Jülich-Aachen. Hierzu hat der Verein das Gebäude von der Kreisbahn für einen symbolischen Preis gemietet. Es ist auch der Startpunkt eines historischen Rundweges durch Kirchberg.

### Straßenverkehr
Die AVV-Buslinien 216 und 294 (teilweise als Rufbus) des Rurtalbus sowie ein Anrufsammeltaxi durchfahren den Ort. Bis zum 31. Dezember 2019 wurde der Busverkehr vom BVR Busverkehr Rheinland erbracht. An Schultagen verkehren zudem die Schulbuslinien 264 und 267.
| Linie       | Verlauf |
| ----------- | --- |
| 216         | Düren Kaiserplatz – StadtCenter – Bahnhof/ZOB – Birkesdorf – Hoven – Merken – Schophoven – Viehöven – Kirchberg – Jülich Walramplatz – Neues Rathaus – Jülich Bf/ZOB                                                         |
| 264         | (Verstärkerfahrten) Barmen Haus Overbach – Inden/Altdorf – Langerwehe |
| 267         | (Verstärkerfahrten) Broich – Jülich Walramplatz – Inden/Altdorf – Langerwehe Schulzentrum |
| 294         | (Jülich Schulzentrum –) Walramplatz – Neues Rathaus – Jülich Bf/ZOB – Kirchberg – Viehöven – Schophoven – Merken – Inden/Altdorf – Lucherberg – Lamersdorf – Frenz – RWE/Kraftwerk – Weisweiler Frankenplatz – Weisweiler Bf |
| RufBus 294b | Rufbus: Jülich Walramplatz – Neues Rathaus – Jülich Bf/ZOB – Kirchberg – Viehöven – Schophoven (Sa tagsüber) |
| AST         | AnrufSammelTaxi: Mo–Fr abends, Sa nachmittags/abends, So Jülich Bf/ZOB – Jülich Innenstadt – Kirchberg – Bourheim – Engelsdorf – Aldenhoven – Niedermerz – Schleiden – Siersdorf – Dürboslar – Freialdenhoven                |

Während früher die Verbindung Jülich – Kirchberg – Altdorf – Inden – Frenz zum Autobahnanschluss Weisweiler (Bundesautobahn 4) führte, ist diese Straße heute aufgrund des Braunkohletagebaus Inden nicht mehr nutzbar.

## Wirtschaft
1854 wurde das Wellpappenwerk Carl Eichhorn KG gegründet. Es ist der größte Arbeitgeber am Ort. Die Firma Metzeler Plastics GmbH (jetzt: epsotech) eröffnete 1960 einen Betrieb am Ortsrand. Direkt daneben befindet sich die Spedition Fleck & Schleipen. Die Wellpappenfabrik Gissler & Pass aus Jülich hat in der ehemaligen Getränkefabrik Richter (früher Papierfabrik Kirchberg Krieger, Meuser & Co. KG) einen ihrer Standorte, Schwerpunkte Displaybau und Co-Packing, eingerichtet. Die Fa. Siep Kieswerk GmbH & Co. KG hat im Mai 2006 wieder ihre Produktion aufgenommen.

## Persönlichkeiten
- Wilhelm Koslar (1924–1993), Keramiker und Dichter, geboren in Kirchberg

## Sonstiges

### Vereine
Die wichtigsten Vereine sind der „Maiclub Kirchberg 1824 e. V.“, der Schützenverein „Sakramentsbruderschaft Kirchberg 1626 e. V.“, der Fußballverein FC Germania 09 Kirchberg. Weitere Vereine sind der Tennisverein, der Gesangverein, die Arbeiterwohlfahrt, der Kirchenchor, der Schockclub Kirchberg, den Verein „Pflege des Heimatlichen Brauchtums“ die Frauengemeinschaft St. Martinus Kirchberg e. V. Die Freiwillige Feuerwehr beteiligt sich ebenfalls am Vereinsleben.

### Öffentliche Einrichtungen
In Kirchberg besteht eine Löschgruppe der Freiwilligen Feuerwehr Jülich. Diese verfügt über drei Feuerwehrfahrzeuge, ein HLF 10 mit einer erweiterten Ausrüstung zur technischen Hilfeleistung bei Verkehrs- und Industrieunfällen, einen Gerätewagen-Gefahrgut sowie ein Mannschaftstransportfahrzeug. Weiterhin verfügt die Löschgruppe über ein Rettungsboot. Mit den Fahrzeugen deckt die Löschgruppe, die Einsatzgebiete Bourheim mit der L 238n (Verbindung A44-Weisweiler), Kirchberg mit der L 241 und seinen fünf Industriebetrieben, sowie Teilstücke der B 56 (Aldenhoven – Selhausen) sowie die Autobahn BAB 44 von Jülich-West in Richtung Ost und in Richtung Aldenhoven ab. Weiterhin wird die Löschgruppe zu allen GAS und Gefahrgut Einsätzen im Stadtgebiet Jülich alarmiert. Die Löschgruppe stellt auch den Messtrupp des ABC-Zug 501 Kreis Düren.